# Línea 155 (Montevideo)
La línea 155 es una línea de ómnibus urbana de Montevideo, que une el Cementerio del Norte con Punta de Rieles, específicamente el Barrio Nueva España.

## Historia

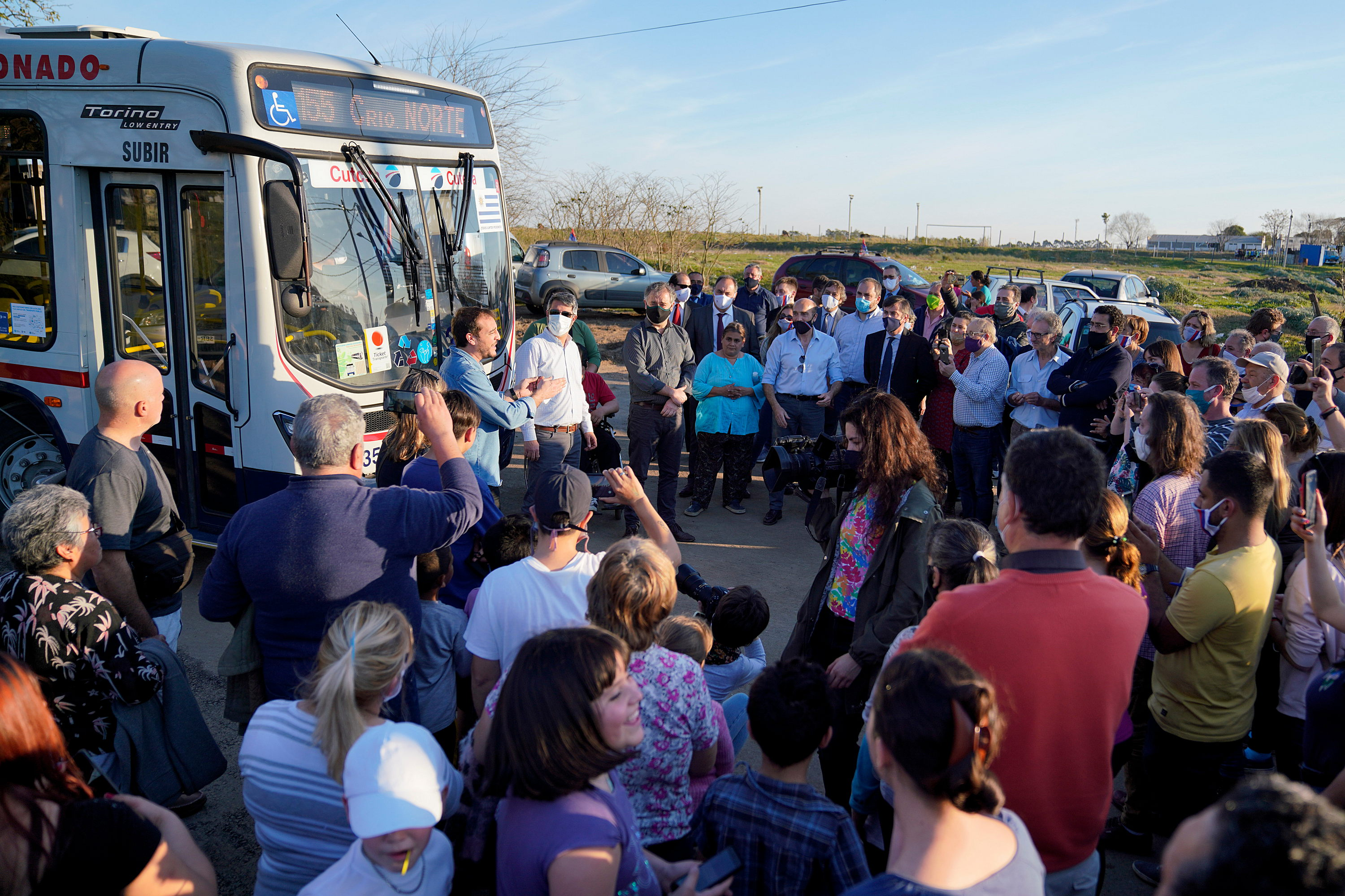
Inauguración de la extensión hasta Nueva España de la línea 155

La línea como 155, fue creada bajo otra denominación por la cooperativa predecesora de la Compañía Cutcsa, en los años veinte, originalmente el recorrido iba desde la Aduana hacia el Hipódromo de Maroñas. Con la creación de la Compañía Uruguaya del Transporte Colectivo, se le otorgó la denominación de 155 y se modificó su recorrido desde la Terminal Ciudadela hasta la  entonces Terminal Punta de Rieles. En la actualidad, el recorrido en horario diurno es desde Cementerio del Norte, hacia el barrio Nueva España. Teniendo durante las primeras horas de la mañana algunos recorridos hacia la Ciudadela.  

## Recorridos
Circula por los barrios: Ciudad Vieja, Centro, La Aguada, Arroyo Seco, Reducto, Brazo Oriental, Atahualpa, Aires Puros, Cerrito de la Victoria, Cementerio del Norte, Barrio Cóppola, Unidad Misiones, Casavalle, Nuevo Ellauri, Marconi, Jardines del Hipódromo, Flor de Maroñas, Chacarita de los Padres, Bella Italia, Punta de Rieles y Nuevo España.
| Ida - Juncal - Piedras - Cerro Largo - Florida - Mercedes - Avenida General Rondeau - Avenida Brigadier General Libertador Juan Antonio Lavalleja - Avenida de las Leyes - Batoví - Yatay - Avenida General San Martín - Hum - Juan Arteaga - Chimborazo - Avenida Burgués - Rancagua - Avenida San Martín - Camino Teniente Rinaldi - Camino Carmelo Colman - Camino Capitán Tula - Avenida Don Pedro de Mendoza - Bulevar Aparicio Saravia - Doctor Luis Ponce de León - Locarno - Malinas - Rafael - Abipones - Turín - Camino Maldonado - Ruta 8 - Cerdeña - Varsovia - Servidumbre - Barrio Nuevo España | Vuelta - Barrio Nuevo España - Servidumbre - Varsovia - Escorpión - Pje Ruben Brando - Ruta 8 - Camino Maldonado - Libia - Malinas - Locarno - Dr. Luis Ponce de León - Bulevar Aparicio Saravia - Av. Don Pedro de Mendoza - Camino Capitán Tula - Camino Carmelo Colman - Camino Teniente Rinaldi - Av. Gral. San Martín - Rancagua - Av. Burgues - Hum - Avenida San Martín - Avenida Agraciada - Avenida de las Leyes - Avenida Brigadier General Libertador Juan Antonio Lavalleja - Uruguay - 25 de Mayo - Juncal - Terminal Ciudadela |

## Horarios
| Líne                          | Días hábiles | Sábados | Domingos |
| ----------------------------- | ------------ | ------- | -------- |
| Primera salida (Ciudadela)    | 06:03        | 06:48   | 06:46    |
| Última salida (Ciudadela)     | 22:00        | 21:57   | 22:21    |
| Primera salida (Punta Rieles) | 04:50        | 04:55   | 05:45    |
| Última salida (Punta Rieles)  | 20:45        | 20:16   | 20:30    |

## Frecuencia
La línea 155 tiene una frecuencia Media / Baja con un total de 36 salidas hacia Punta de Rieles y 36 a Ciudadela. Esta línea cuenta con una frecuencia de 20 minutos a 1 hora como máximo en los días hábiles, los sábados tiene una frecuencia de 25/30 minutos a 1 hora de espera y los domingos cuentan con una frecuencia de 35 minutos a 1 hora.